# Новодмитриевка (Сакмарский район)
Новодмитриевка — упразднённое село в Сакмарском районе Оренбургской области. На момент упразднения входило в состав сельского поселения Белоусовский сельсовет. Исключено из учётных данных в 1996 году.

## География
Располагалось на правом берегу реки Гусиха (приток Большого Урана), на расстоянии, примерно, 11 километра к западу от села Белоусовка.

## История
По данным на 1931 год посёлок Ново-Дмитриевский состоял из 103 хозяйств. В административном отношении входил в состав Андреевского сельсовета Оренбургского района Средневолжского края. В 1930—1950-е годы посёлок Новодмитриевка входил в состав Андреевского сельсовета Павловского района Чкаловской области, в нём действовал колхоз «Прогресс». С 1950-х годов отделение колхоза «Красная житница».
Постановление Законодательного Собрания Оренбургской области от 24 января 1996 года г. № 54-р село исключено из учётных данных.

## Население
По данным на 1930 год в поселке проживало 459 человек, основное население — русские.